# Krokspjutmossa
Krokspjutmossa (Calliergonella lindbergii) är en bladmossart som beskrevs av Lars Hedenäs 1990 [1992. Krokspjutmossa ingår i släktet Calliergonella och familjen Amblystegiaceae. Arten är reproducerande i Sverige. Inga underarter finns listade i Catalogue of Life.